# Pescarolo 02
 (juillet 2013).
Si vous disposez d'ouvrages ou d'articles de référence ou si vous connaissez des sites web de qualité traitant du thème abordé ici, merci de compléter l'article en donnant les références utiles à sa vérifiabilité et en les liant à la section « Notes et références ».
La Pescarolo 02 est une voiture de course construite par Sora Composites en association avec Pescarolo Sport afin de fournir à l'Automobile Club de l'Ouest (ACO) une auto destinée à son école de pilotage basée sur le circuit Bugatti au Mans. C'est une biplace qui permet d'accueillir un stagiaire et son moniteur.
Les premiers prototypes roulent depuis 2009 sur les différents tracés du Mans. En novembre 2013, Sora Composites annonce le lancement en fabrication d'une version coupé, évolution importante pourvue d'un toit,. Le premier véhicule prend la piste début décembre de la même année.

## Technique
Issue de la collaboration entre Pescarolo Team et Sora Composites, la Pescarolo 02 possède un châssis en fibre de carbone (fabriqué selon un procédé unique et breveté ayant servi de base au développement des technologies moderne de production pour pièces en composites carbone/epoxy), un moteur en position centrale-arrière et un système d'acquisitions de données.
Utilisée dans le cadre de l'école de pilotage du Mans, la Pescarolo 02 connaît également plusieurs déclinaisons destinées à des clients privés. De plus des versions compétitions existent afin de prendre part aux différents championnat de sport-prototypes à travers le monde. 
En décembre 2013, l'auto est officiellement admise dans le championnat VdeV en Europe et se positionne comme prétendante certaine à la future catégorie lancée par l'Automobile Club de l'Ouest, le LMP3. À la suite de l'annonce faite par l'ACO en septembre 2014, la Pescarolo 02 est la première auto répondant aux critères de la catégorie LMP3.
Si la Pescarolo 02 est mue par un moteur General Motors, il est possible d'intégrer d'autres moteurs en provenance de Nissan ou Honda.
Elle possède tous les éléments modernes de confort et de performance tels que :
- Direction assistée ;
- Acquisition de données ;
- Aérodynamique étudié en CFD ;
- Faisceau électrique multiplex ;
- Monocoque sécurisée homologuée par la FIA.

## Palmarès
- Trophée Tourisme Endurance : victoire au classement général à Magny-Cours en 2012 ;
- VdeV : victoire catégorie PFV Le Castellet 2014 / Dijon 2014.

## Galerie

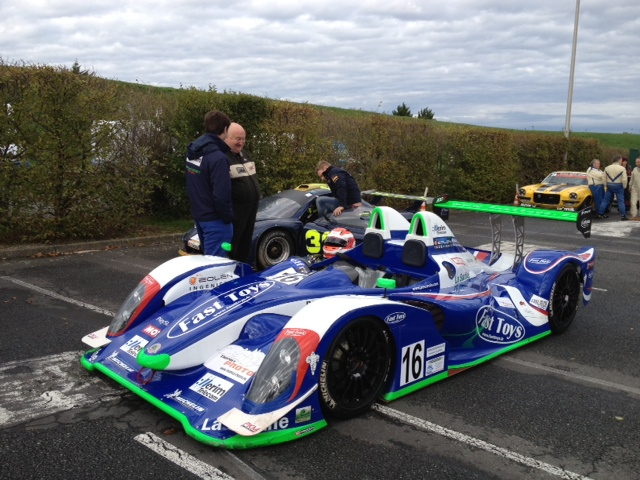
Pescarolo 02 version course.
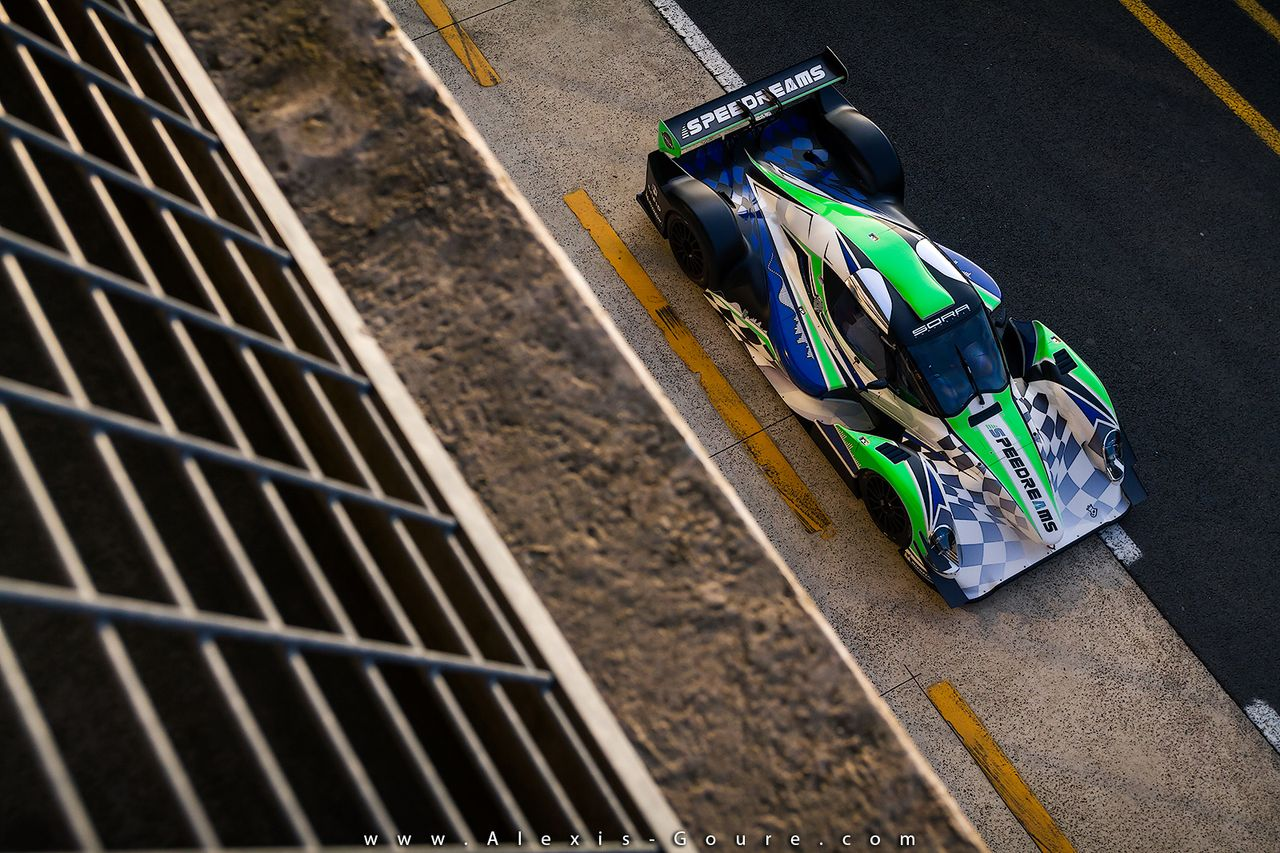
Pescarolo 02 Coupé.
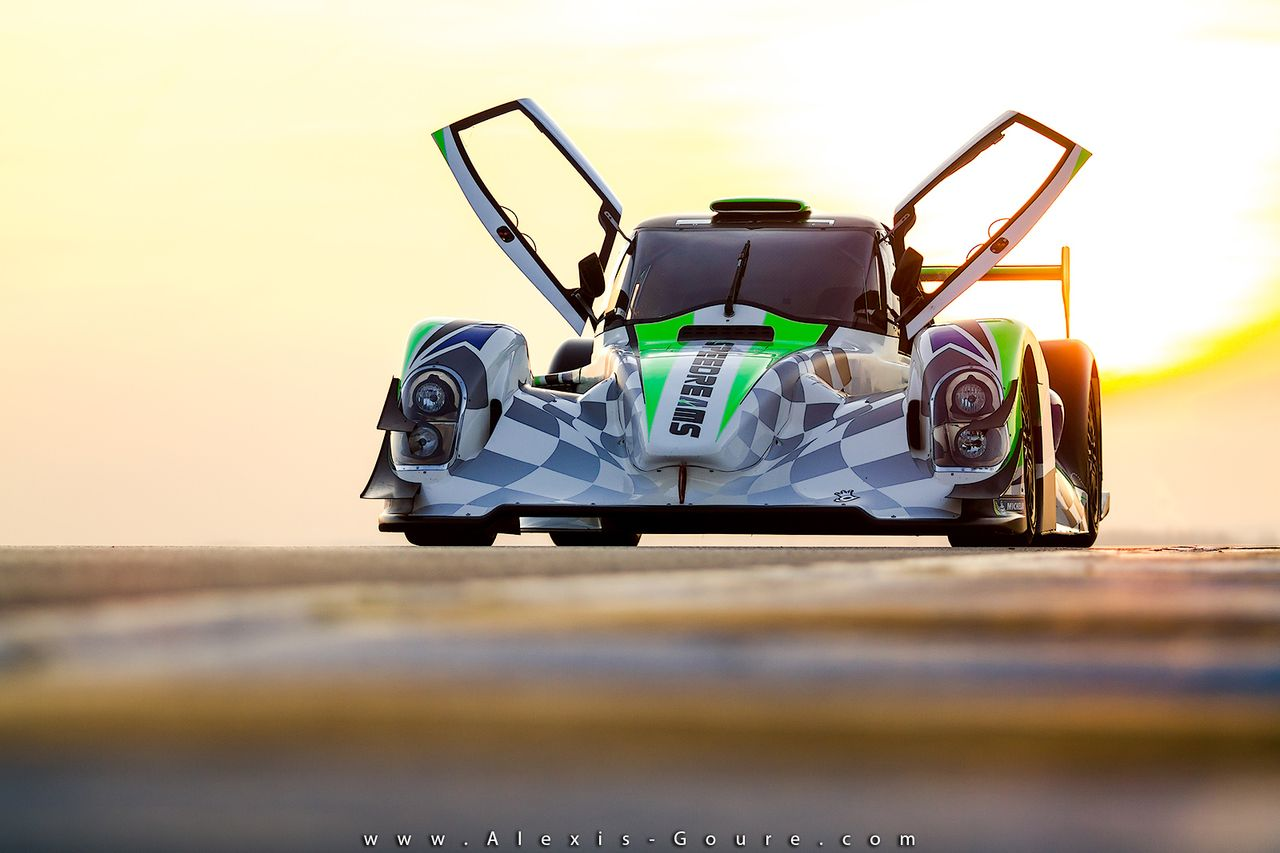
Pescarolo 02 Coupé sur le circuit Bugatti.
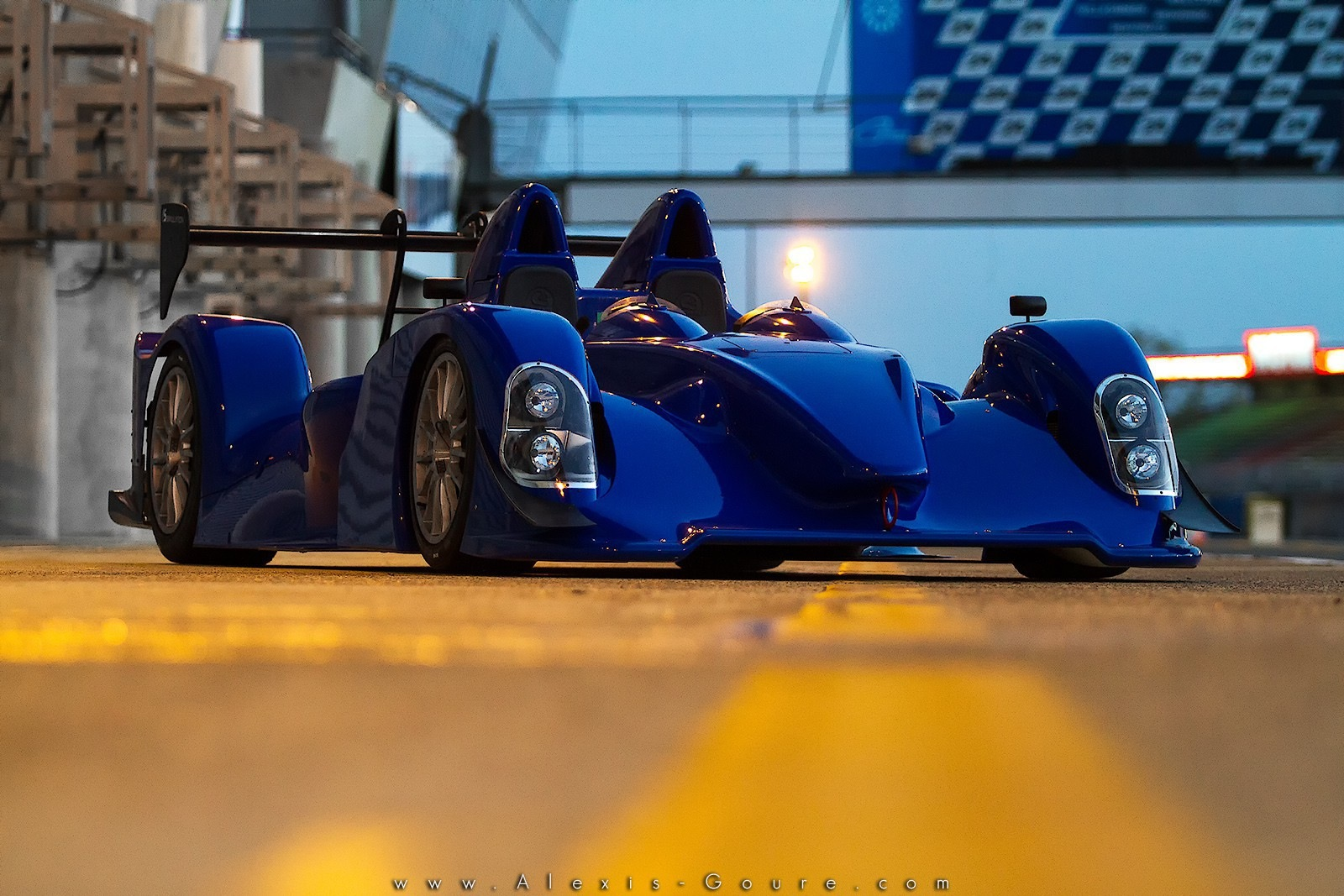
Pescarolo 02 en version course sur le circuit Bugatti.